# Kajai (Pariaman Timur)
Kajai is een bestuurslaag in het regentschap Pariaman van de provincie West-Sumatra, Indonesië. Kajai telt 715 inwoners (volkstelling 2010).